# Chylismia claviformis
Chylismia claviformis là một loài thực vật có hoa trong họ Anh thảo chiều. Loài này được (Torr. & Frém.) A.Heller mô tả khoa học đầu tiên năm 1906.

## Hình ảnh

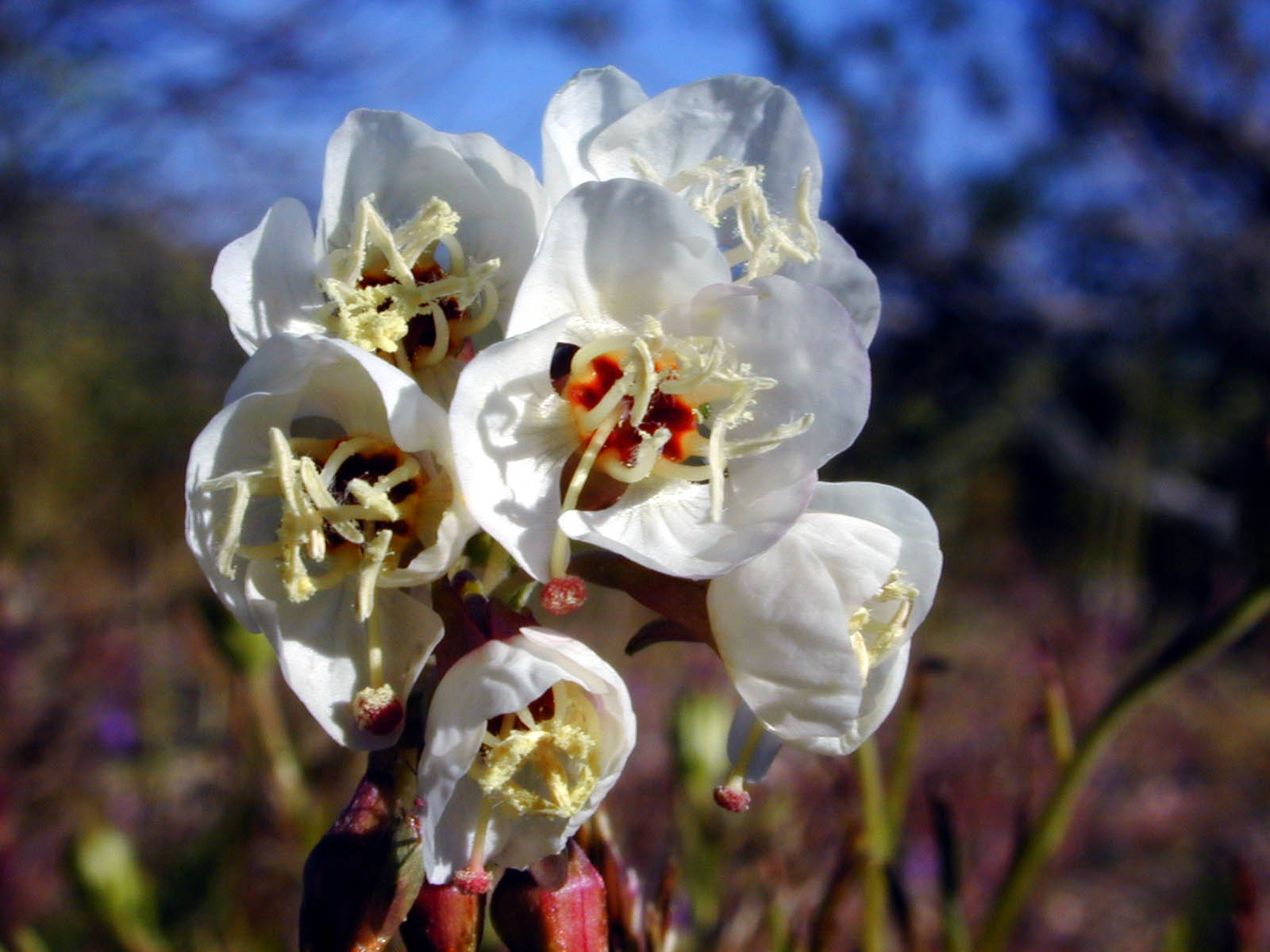
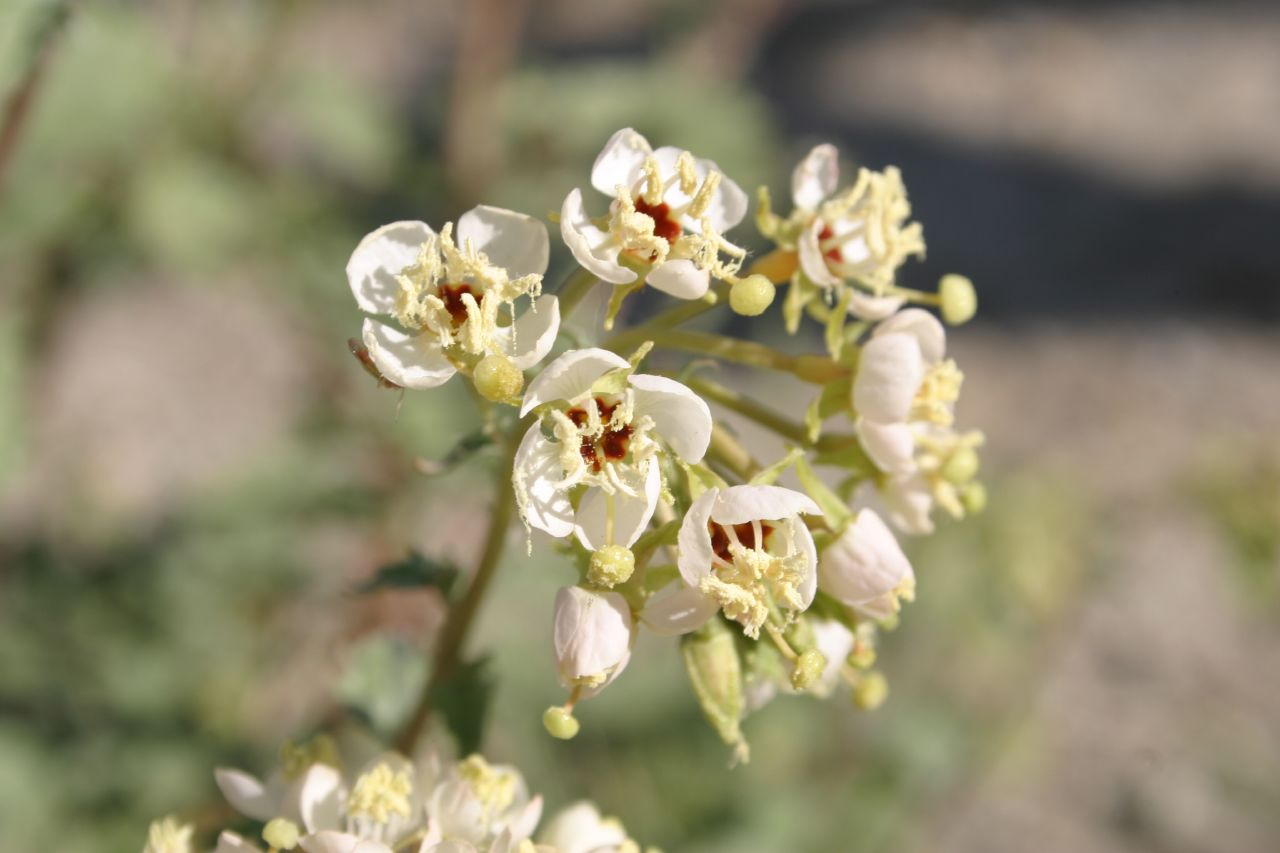
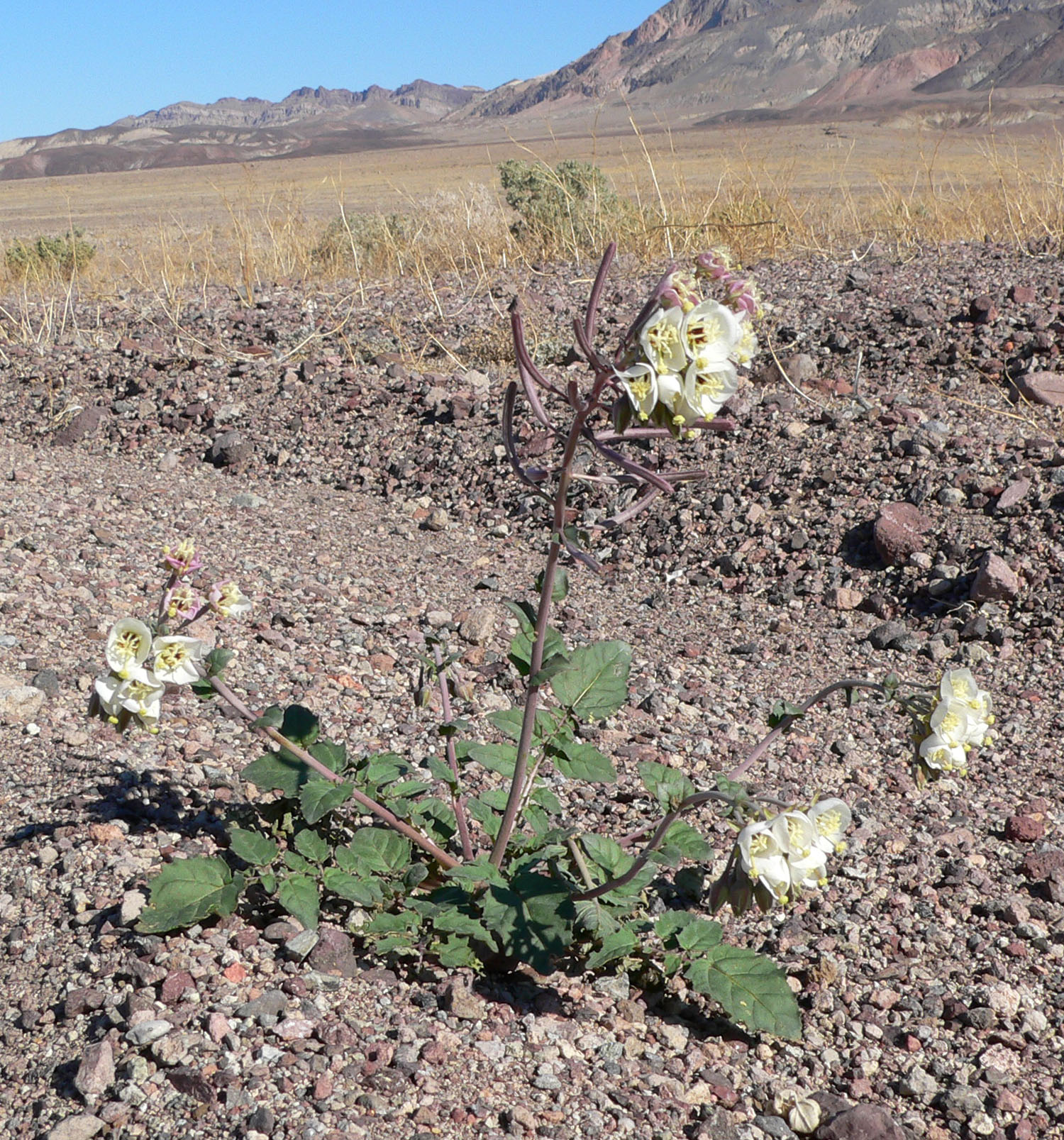
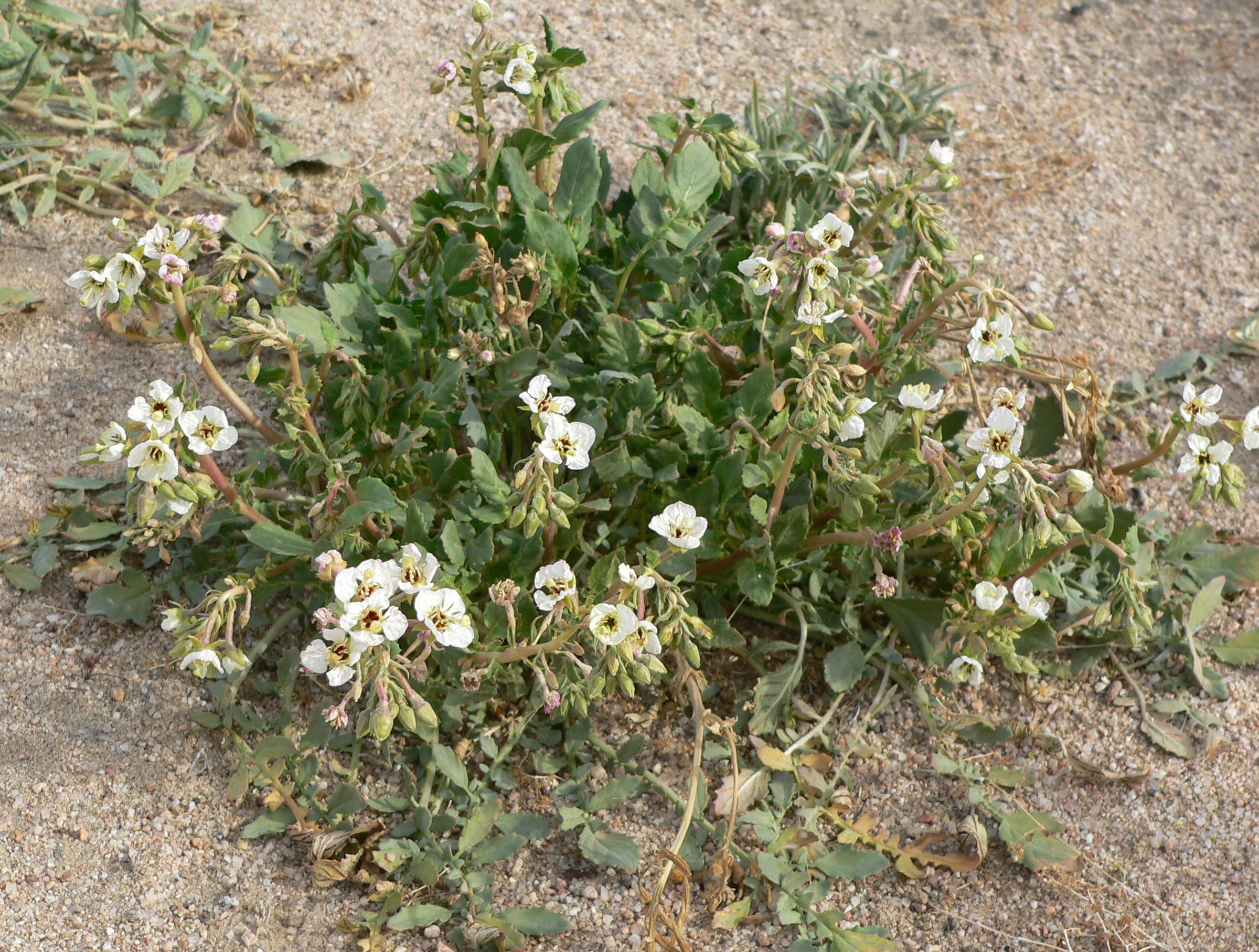